# Zieleniec (Pokój)

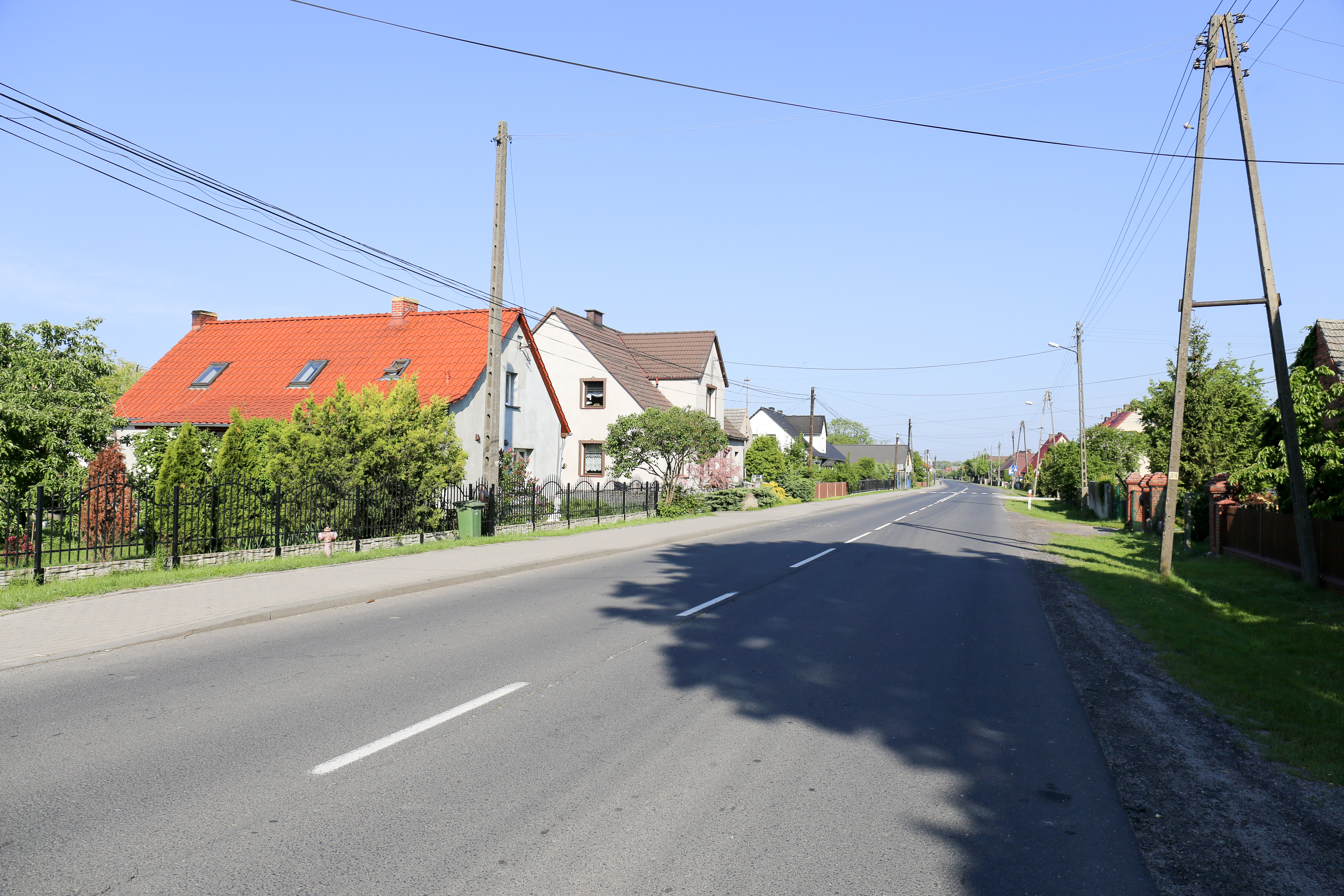
Ortsansicht

Zieleniec (deutsch Gründorf) ist eine Ortschaft in Oberschlesien. Zieleniec liegt in der Gmina Pokój im Powiat Namysłowski in der polnischen Woiwodschaft Opole.

## Geographie

### Geographische Lage
Zieleniec liegt im nordwestlichen Teil Oberschlesiens. Zieleniec liegt etwa drei Kilometer nordwestlich vom Gemeindesitz Pokój, etwa 20 Kilometer südöstlich der Kreisstadt Namysłów und 33 Kilometer nordwestlich von der Woiwodschaftshauptstadt Opole.
Der Ort liegt im Landschaftsschutzpark Stobrawski. Durch den Ort verläuft die Woiwodschaftsstraße Droga wojewódzka 454.

### Nachbarorte
Nachbarorte von Zieleniec sind im Nordwesten Krogulna (Krogullno) und im Südosten der Gemeindesitz Pokój (Carlsruhe).

## Geschichte
Durch ihre Geschichte sind die beiden Dörfer Gründorf und Krogullno eng miteinander verbunden. Das Dorf Gründorf wurde 1309 erstmals erwähnt. 1644 wurden beide Dörfer zusammen als Krogulna-Grudorf erwähnt. Seitdem bildeten beide Dörfer so gut wie einen gemeinsamen Ort.
Nach dem Ersten Schlesischen Krieg 1742 fiel Gründorf mit dem größten Teil Schlesiens an Preußen.
Nach der Neuorganisation der Provinz Schlesien gehörte die Landgemeinde Gründorf ab 1816 zum Landkreis Oppeln im Regierungsbezirk Oppeln. 1830 wurde in Gründorf eine Schule eingerichtet. 1845 bestanden im Dorf eine katholische Schule, ein Vorwerk, eine Schmiede sowie weitere 37 Häuser. Im gleichen Jahr lebten in Gründorf 421 Menschen, davon 164 evangelisch. 1874 wurde der Amtsbezirk Carlsruhe O.S. gegründet, zu dem Gründorf eingegliedert wurde.
1907 wurde südöstlich des Dorfes eine Ziegelei erbaut. 1910 zählte das Dorf Gründorf 197 Einwohner. Bei der Volksabstimmung in Oberschlesien am 20. März 1921 stimmten in Krogullno-Gründorf 903 Wahlberechtigte für einen Verbleib bei Deutschland und neun für Polen. Krogullno-Gründorf verblieb beim Deutschen Reich. 1933 lebten im Ort 1379 Menschen. Am 19. Mai 1936 wurde der Ortsname in Stobertal geändert. 1939 hatte Stobertal 1233 Einwohner. Bis 1945 befand sich der Ort im Landkreis Oppeln.
Als Folge des Zweiten Weltkrieges kam das Dorf an Polen, wurde in Zieleniec umbenannt und der Woiwodschaft Schlesien angeschlossen. 1950 kam der Ort zur Woiwodschaft Opole. 1994 wurde die südöstlich gelegene Ziegelei im Dorf geschlossen. 1999 kam der Ort zum Powiat Namysłowski.

## Sehenswürdigkeiten
- Katholischer Friedhof mit Glockenkapelle
- Zweistöckige Marienkapelle